# Emory Leon Chaffee
Emory Leon Chaffee (Somerville, 15 de abril de 1885 — Waltham, 8 de março de 1975) foi um físico estadunidense
Foi professor da Universidade Harvard, de 1911 a 1953. 